# Глухув (гміна)
Гміна Глухув (пол. Gmina Głuchów) — сільська гміна у центральній Польщі. Належить до Скерневицького повіту Лодзинського воєводства.
Станом на 31 грудня 2011 у гміні проживало 5926 осіб.

## Площа
Згідно з даними за 2007 рік площа гміни становила 111.31 км², у тому числі:
- орні землі: 84.00%
- ліси: 11.00%

Таким чином, площа гміни становить 14.72% площі повіту.

## Населення
Станом на 31 грудня 2011:
| Опис     | Загалом | Загалом | Чоловіки | Чоловіки | Жінки | Жінки |
| -------- | ------- | ------- | -------- | -------- | ----- | ----- |
| одиниця  | осіб    | %       | осіб     | %        | осіб  | %     |
| все      | 5926    | 100     | 2914     | 49.17    | 3012  | 50.83 |
| міське   | 0       | 100     | 0        |          | 0     |       |
| сільське | 5926    | 100     | 2914     | 49.17    | 3012  | 50.83 |

## Сусідні гміни
Гміна Глухув межує з такими гмінами: Біла-Равська, Ґодзянув, Єжув, Желехлінек, Скерневіце, Слупія.